# Dommartin (Alvernia-Rodano-Alpi)
Dommartin è un comune francese di 2 789 abitanti situato nel dipartimento del Rodano nella regione Alvernia-Rodano-Alpi.

## Società

### Evoluzione demografica
Abitanti censiti